# Alex Tilley
Alexandra „Alex“ Tilley (* 5. Oktober 1993 in Aberdeen) ist eine ehemalige britische Skirennläuferin. In ihrer aktiven Zeit war sie auf die Disziplinen Riesenslalom und Slalom spezialisiert.

## Biografie
Tilley stammt aus Torphins nahe Aberdeen in Schottland. Das Skifahren erlernte sie im Alter von acht Jahren. Als 15-Jährige nahm sie im Dezember 2008 erstmals an FIS-Rennen teil. 2009 war sie Teilnehmerin des European Youth Olympic Festival in Szczyrk, wo sie ohne zählbares Ergebnis blieb. Im November 2010 hatte sie ihre ersten Einsätze im Nor-Am Cup. Der erste Sieg in einem FIS-Rennen gelang ihr im Februar 2012 in Bormio. Einen Monat später trat sie zu den in Méribel ausgetragenen britischen Meisterschaften an und gewann in allen fünf Disziplinen, wobei sie zum Teil sogar schneller war als die männliche Konkurrenz. Zwei Wochen nachdem sie die ersten Rennen im Europacup bestritten hatte, hatte Tilley am 27. Januar 2013 ihr Debüt im Weltcup, wobei sie im Slalom von Maribor im ersten Lauf ausschied.
Im Dezember 2013 fuhr Tilley in einem Europacuprennen erstmals in die Punkteränge. Die angestrebte Teilnahme bei den Olympischen Winterspielen 2014 blieb ihr aufgrund umstrittener Qualifikationskriterien des britischen Verbandes jedoch verwehrt. Im Dezember 2014 sorgte Tilley für Aufsehen, als sie innerhalb von sechs Tagen drei Rennen des Nor-Am Cups gewann. Einen Monat später startete sie bei den Weltmeisterschaften 2015 in Beaver Creek, wo sie im Slalom auf den 24. Platz fuhr. Die ersten Weltcuppunkte gewann sie am 28. Dezember 2015 mit Platz 19 im Slalom von Lienz. 2019 nahm sie bei der Osttimoresischen Alpinen Skimeisterschaft teil.
Zu Beginn der Saison 2021/22 erreichte sie mit Rang 13 beim Riesentorlauf in Sölden ihr bis zu diesem Zeitpunkt bestes Weltcupergebnis. Im November 2021 zog sie sich jedoch beim Training für das Parallelrennen in Zürs einen Wadenbeinbruch zu. Ihr gelang jedoch ein verhältnismäßig schnelles Comeback, beim Riesentorlauf von Kronplatz im Januar 2022. Bei den Olympischen Spielen von Peking belegte Tilley den 22. Platz im Riesenslalom, im Slalom schied sie bereits im ersten Durchgang aus.
Am 16. April 2023 gab Tilley ihren Rücktritt vom aktiven Rennsport bekannt.

## Erfolge

### Olympische Spiele
- Pyeongchang 2018: 5. Mannschaftswettbewerb, DNF Riesenslalom, DNF Slalom
- Peking 2022: 22. Riesenslalom, DNF Slalom

### Weltmeisterschaften
- Vail/Beaver Creek 2015: 9. Mannschaftswettbewerb, 24. Slalom, 35. Riesenslalom
- St. Moritz 2017: 25. Slalom, 30. Riesenslalom
- Åre 2019: 9. Mannschaftswettbewerb
- Cortina d’Ampezzo 2021: 15. Parallelrenne, 12. Mannschaftswettbewerb, 17. Riesenslalom

### Weltcup
- 7 Platzierungen unter den besten 20

### Weltcupwertungen
| Saison  | Gesamt | Gesamt | Riesenslalom | Riesenslalom | Slalom | Slalom | Parallel | Parallel |
| Saison  | Platz  | Punkte | Platz        | Punkte       | Platz  | Punkte | Platz    | Punkte   |
| ------- | ------ | ------ | ------------ | ------------ | ------ | ------ | -------- | -------- |
| 2015/16 | 103.   | 37     | 44.          | 12           | –      | –      | –        | –        |
| 2016/17 | 87.    | 37     | 42.          | 10           | 41.    | 20     | –        | –        |
| 2017/18 | 79.    | 37     | 28.          | 48           | 58.    | 1      | –        | –        |
| 2018/19 | 96.    | 24     | 36.          | 24           | –      | –      | –        | –        |
| 2019/20 | 79.    | 39     | 29.          | 32           | 47.    | 7      | –        | –        |
| 2020/21 | 95.    | 21     | 54.          | 7            | –      | –      | 17.      | 14       |
| 2021/22 | 106.   | 20     | 41.          | 20           | –      | –      | –        | –        |

### Europacup
- 2 Platzierungen unter den besten zehn

### Nor-Am Cup
- Saison 2014/15: 9. Gesamtwertung, 6. Riesenslalomwertung
- Saison 2019/20: 7. Riesenslalomwertung
- 7 Podestplätze, davon 5 Siege:

| Datum             | Ort            | Land   | Disziplin    |
| ----------------- | -------------- | ------ | ------------ |
| 14. Dezember 2014 | Panorama       | Kanada | Slalom       |
| 18. Dezember 2014 | Panorama       | Kanada | Riesenslalom |
| 20. Dezember 2014 | Panorama       | Kanada | Riesenslalom |
| 7. Februar 2016   | Mont-Tremblant | Kanada | Slalom       |
| 5. Februar 2020   | Georgian Peaks | Kanada | Riesenslalom |

### Britische Meistertitel
- Abfahrt: 2012
- Super-G: 2012
- Riesenslalom: 2011, 2012, 2013, 2015
- Slalom: 2012, 2015
- Kombination: 2012

### Weitere Erfolge
- 7 Podestplätze im Far East Cup, davon 3 Siege
- 11 Siege in FIS-Rennen